# Департамент за държавна сигурност
Департаментът за държавна сигурност (ДДС) (на корейски: 국가안전보위부) е автономна агенция за сигурност, част от правителството на Северна Корея. Това е тайната полиция на страната и участва в организирането на информаторски мрежи в страната, поддържане на вътрешната сигурност, както и на мрежата от трудови лагери на територията на КНДР.
Тя се различава от Министерството на народната сигурност, което се занимава с разследване на дребна престъпност и законови нарушения. ДДС обслужва по-скоро идеологическият апарат на страната.